# Momodou Ceesay (Fußballspieler)
Momodou Ceesay (* 24. Dezember 1988 in Banjul, Gambis) ist ein ehemaliger gambischer Fußballspieler.

## Verein
Bisher war Ceesay in seiner Karriere für elf Vereine in acht verschiedenen Ländern aktiv. Mit zwei Treffern in den Champions-League-Playoffs 2010/11 gegen Sparta Prag hatte er maßgeblichen Anteil daran, dass MŠK Žilina erstmals in der Vereinsgeschichte in die Gruppenphase des Wettbewerbs einzog. Zuletzt spielte er bis 2020 für FK Qysyl-Schar SK in Kasachstan und war seitdem vereinslos.

## Nationalmannschaft
Mit der U-17-Nationalmannschaft seines Heimatlandes nahm er an der U-17-Weltmeisterschaft 2005 in Peru teil, wo er in drei Gruppenspielen gegen die Niederlande, Katar und Brasilien zum Einsatz kam und dabei zwei Treffer erzielte.
Für die gambische A-Nationalmannschaft kam Ceesay am 30. Mai 2010 während eines Freundschaftsspiel gegen Mexiko erstmals im Einsatz. Bis 2015 absolvierte er dort 16 Partien und erzielte dabei sechs Teffer.

## Erfolge
- Slowakischer Meister: 2012, 2017
- Slowakischer Pokalsieger: 2012
- Kasachischer Pokalsieger: 2014, 2015